# Вулиця Зелена (Тернопіль)
Вулиця Зелена — вулиця в мікрорайоні «Старий парк» міста Тернополя.

## Відомості
Розпочинається від вулиці Паркової, пролягає на північ до вулиці Миколи Лисенка, де і закінчується. Рух по вулиці односторонній — лише від вулиці Паркової до вулиці Лисенка. На вулиці розташовані переважно приватні будинки, є кілька багатоповерхівок.